# Radiació solar

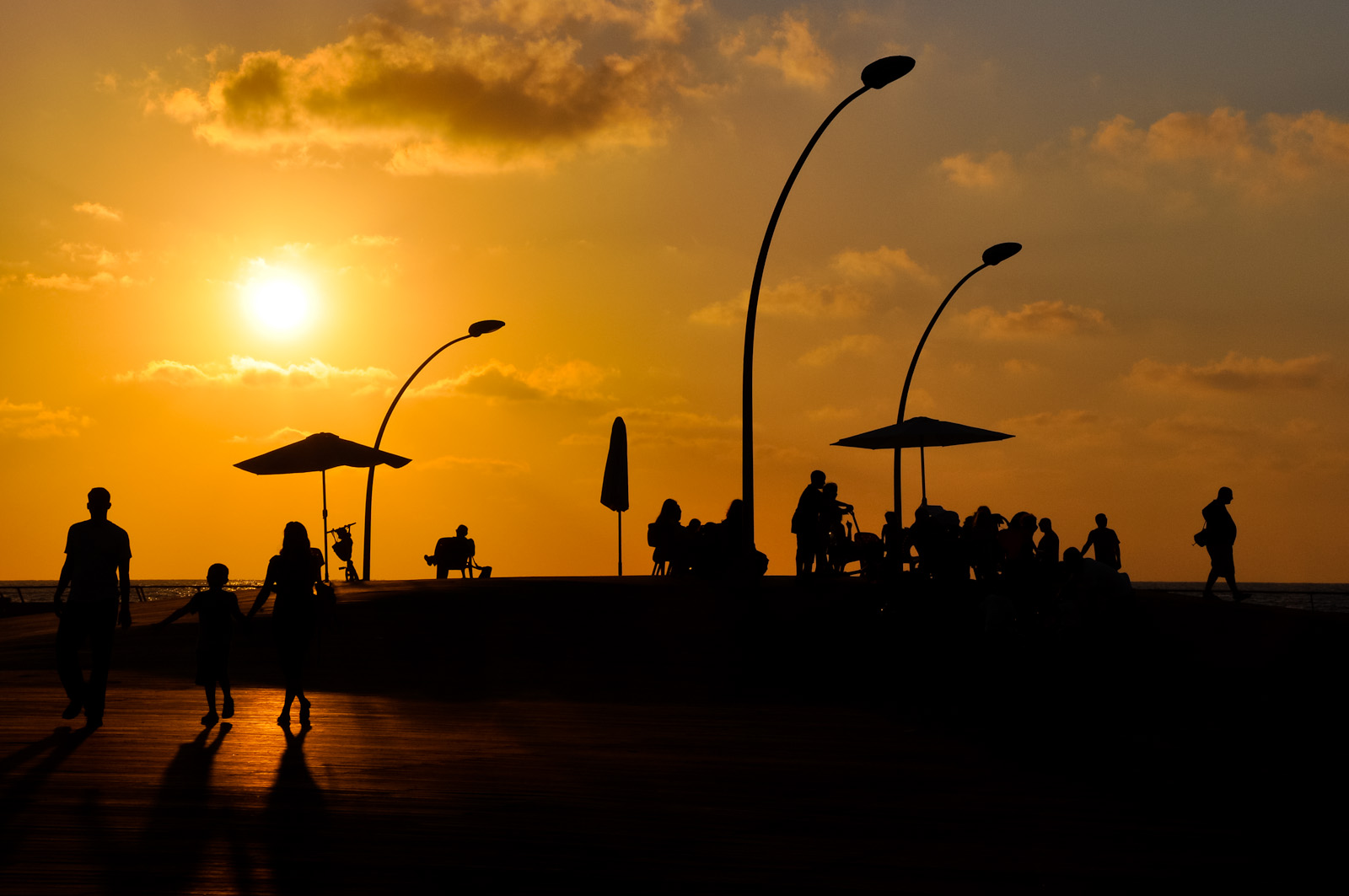
Radiació solar

La radiació solar és el conjunt de radiacions electromagnètiques emeses pel sol i que arriben a la superfície de la terra. Aquestes radiacions van des de l'infraroig fins a l'ultraviolat.
A la Terra la llum del sol és filtrada per l'atmosfera. La intensitat lumínica està condicionada per les estacions, amb un màxim a l'estiu i un mínim a l'hivern, i pels núvols. La llum solar es pot mesurar amb un piranòmetre o pirheliòmetre. Un raig de llum que surt del sol triga 8,3 minuts a arribar a la Terra. Segons L'Organització Meteorològica Mundial la llum solar que arriba a la superfície de la Terra és d'almenys uns 120 watts per metre quadrat.
La llum directa del sol té una eficàcia lumínica d'aproximadament 93 lumen per watt de flux radiant, el qual inclou la llum infraroja, la visible i la ultraviolada; dona una luminància d'aproximadament 100.000 candeles per metre quadrat a la superfície de la Terra.
La llum del sol és el factor clau en la fotosíntesi, un procés d'importància fonamental per a la vida en la Terra.
La unitat pràctica que descriu la radiació solar és la irradiància, que és una unitat de potència per metre quadrat [W/m²].
L'exposició excessiva a la radiació solar pot ser perjudicial per a la salut.

## Càlcul
Per calcular la quantitat de llum solar que arriba a terra cal tenir en compte dos factors: l'òrbita el·líptica de la Terra i l'atenuació que exerceix l'atmosfera terrestre. La il·luminància solar extraterrestre (Eext) corregida per l'òrbita el·líptica segons el dia de l'any (dn) és:
{\displaystyle E_{\rm {ext}}=E_{\rm {sc}}\left[1+0.034\cdot \cos \left(2\pi {\frac {{\rm {dn}}-3}{365}}\right)\right],}
on el dia 1 de gener és dn=1; el 2 de gener dn=2; l'u de febrer és dn=32,etc. En aquesta fórmula dn-3 perquè el periheli de la Terra, el moment de màxima aproximació al Sol i, per tant, el de màxim Eext passa als voltants del 3 de gener.
La constant d'il·luminància solar (Esc) és igual a 128x1033 lx. La il·luminància directa normal (Edn), corregida pels efectes atenuants de l'atmosfera ve donada per la següent expressió:
{\displaystyle E_{\rm {dn}}=E_{\rm {ext}}\,e^{-cm},}
c és el coeficient d'atenuació atmosfèrica i m és el relatiu òptic de la massa d'aire.

## Composició de la llum solar

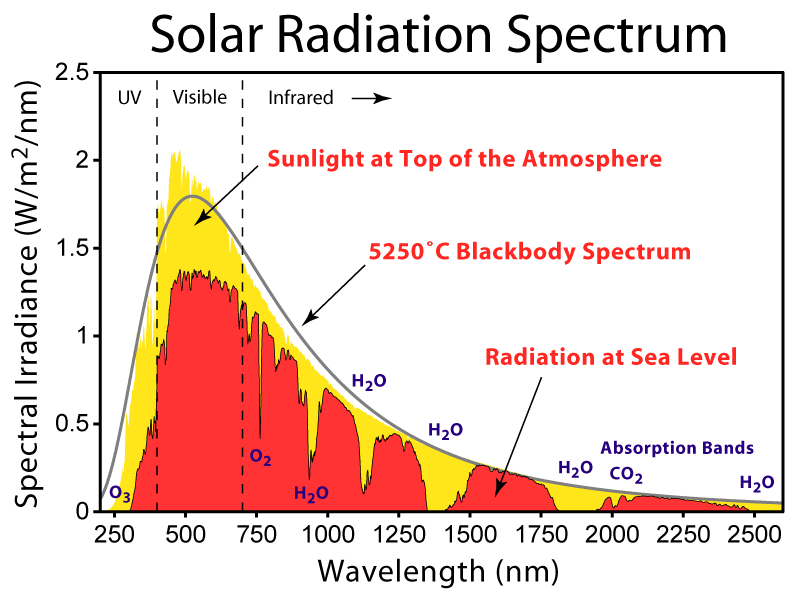
Espectre d'irradiació solar sobre l'atmosfera i a la superfície

L'espectre de radiació electromagnètica colpeja l'atmosfera terrestre de 100 a 10⁶ nanòmetres. Això pot ser degut en cinc regions en ordre creixent de longitud d'ona:
- Ultraviolat C o rang UVC, que s'estén en el rang de 100 a 280 nm. El terme ultraviolat es refereix al fet que la radiació està en una freqüència major a la llum violeta (i, per tant, és invisible a l'ull humà); a causa de l'absorció per l'atmosfera, només una petita quantitat arriba a la superfície de la Terra (litosfera). Aquest espectre de radiació té propietats germicides, i és emprada en llums germicides.
- Ultraviolat B o rand (UVB), s'estén entre 280 i 315 nm. És també absorbit en gran part per l'atmosfera, i juntament amb l'UVC és responsable de les reaccions fotoquímiques que comporten la producció de la capa d'ozó.
- Ultraviolat A o (UVA), s'estén entre els 315 i 400 nm. Ha estat tradicionalment considerat menys maligne per a l'ADN, per això és emprat en bronzejar-se i teràpia UVA per a psoriasi.
- Rang visible o llum, s'estén entre els 400 i 700 nm. Com el nom indica, és el rang que és visible a l'ull humà naturalment.
- Rang infraroig, que s'estén entre els 700 nm i 1 mm (10⁶ nm). És aquesta radiació la principal responsable de l'escalfament o calor que proporciona el Sol. Està subdividit en tres tipus en funció de la longitud d'onda:
  - Infraroig-A: 700 nm a 1.400 nm
  - Infraroig-B: 1.400 nm a 3.000 nm
  - Infraroig-C: 3.000 nm a 1 mm

## Constant solar

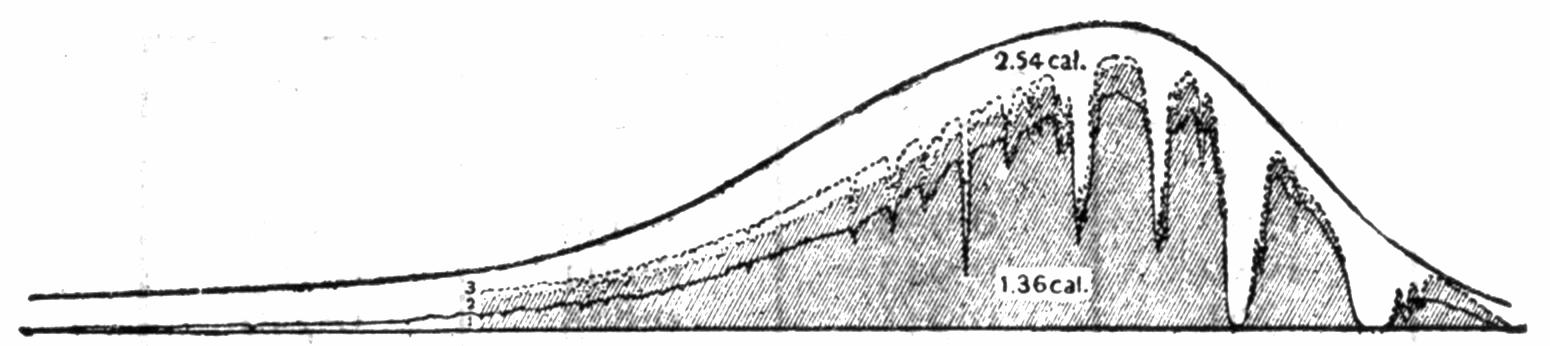
Un bològraf Langley del 1903 amb un marge d'error de la constant solar de 2,54 calories/minut/centímetre quadrat

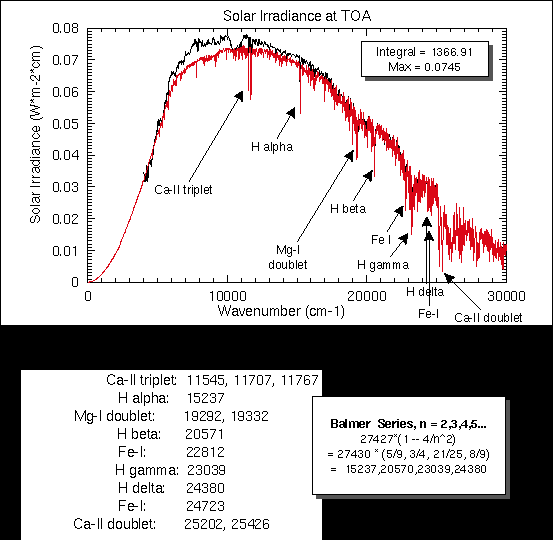
Espectre de la irradiància solar al límit superior de l'atmosfera

La constant solar és la quantitat de radiació electromagnètica solar per unitat d'àrea que incidiria en un pla perpendicular als rajos, a una distància d'una unitat astronòmica (AU) (a grans trets, la distància entre el Sol i la Terra). Quan la irradiància solar és mesurada en la part més externa de l'atmosfera terrestre les mesures es poden ajustar fent servir la llei del quadrat invers per inferir la magnitud de la irradiància solar a una AU i deduir la constant solar.
La constant solar inclou tota mena de radiació solar i no només la llum visible. S'ha mesurat des d'un satèl·lit i dona, aproximadament, 1.366 watts per metre quadrat (W/m²).